# Xanthorhoe shetlandica
Xanthorhoe shetlandica là một loài bướm đêm trong họ Geometridae.